# Doug Ellin

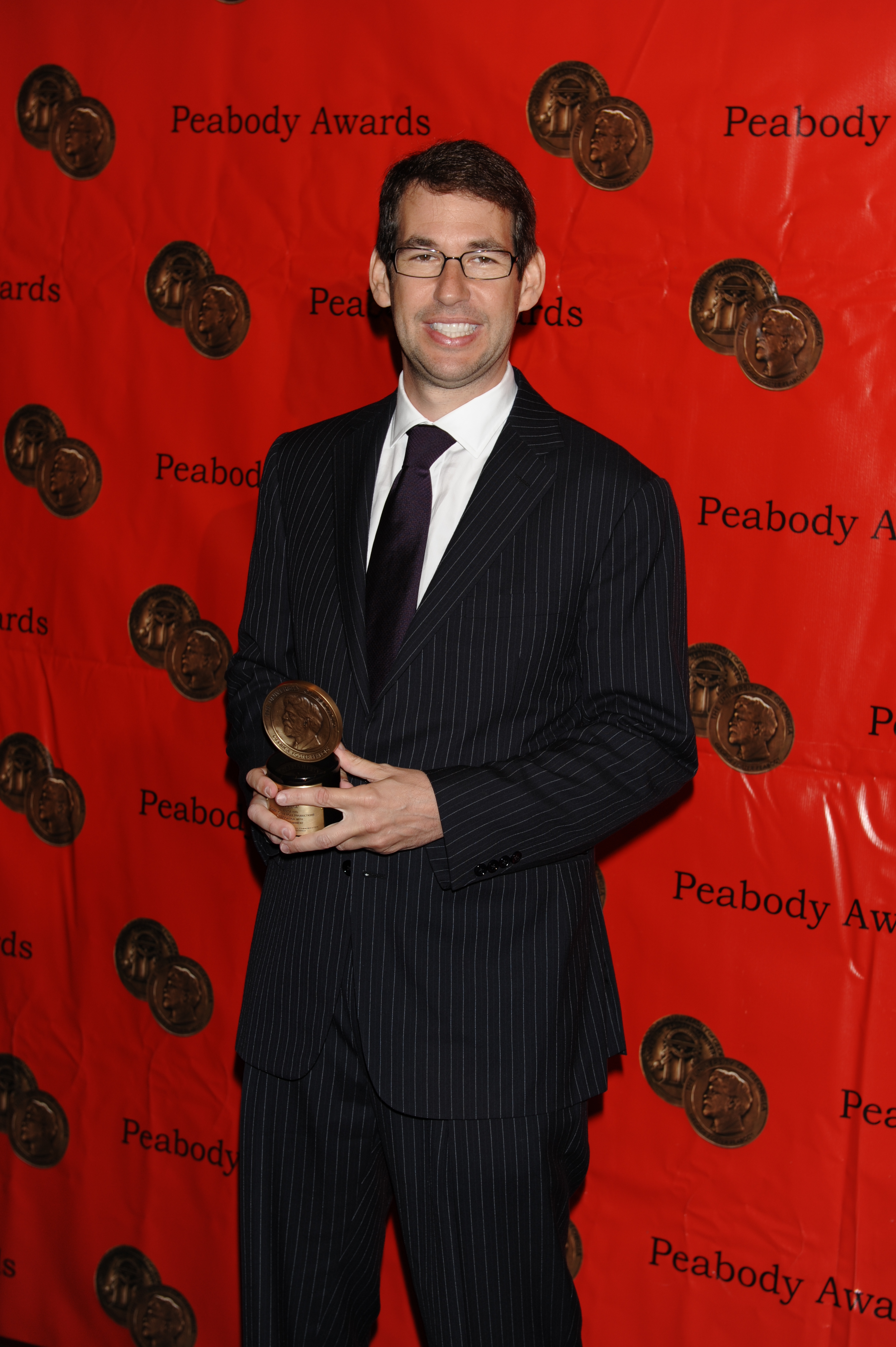
Doug Ellin bei den 68. Annual Peabody Awards mit seinem Preis für Entourage

Doug Ellin (* 6. April 1968 in Merrick, Hempstead, New York) ist der Urheber der HBO-Serie Entourage. Ellin war auch als Executive Producer und Head Writer für die Serie tätig. Er besuchte die Tulane University.

## Karriere
Vor dem Produzieren und Schreiben der Fernsehserie Entourage war er Schreiber für die Serie Bonnie (2002–2004). Ellin schrieb auch Drehbücher für drei Filme: Kissing a Fool, Hip Hop Holiday (Phat Beach) und The Waiter, bei denen er auch Regie führte.  Kurz darauf zog er von New York nach Los Angeles, wo er als Stand-Up-Comedian u. a. in The Improv and The Comedy Store arbeitete. Er arbeitete an einer neuen Serie für HBO, die sich um Hedgefonds-Manager und deren Freunde und Kollegen drehen sollte. Doug Ellin sagte in einem Interview beim Finale der 4. Staffel von Entourage, dass die Pilot-Episode von den Autoren von Ocean’s 13 gemacht werde, sobald diese mit ihrem derzeitigen Projekt fertig wären. In einem aktuellen Interview meinte er aber dann, dass Hedge Fund gestorben sei  – die Autoren konzentrieren sich auf andere Projekte. Darum entschied sich Ellin dafür, die Serie auf Eis zu legen, bis er seine Arbeit an Entourage beendet hat. Im gleichen Interview sagte er, dass er für die Show mit einem Zeitraum von acht Jahren rechnet (mit der 5. Staffel, die im September 2008 startete).

## Filmografie
| Jahr      | Titel                        | Rolle                                | Bemerkung                                    |
| --------- | ---------------------------- | ------------------------------------ | -------------------------------------------- |
| 2015      | Entourage (Film)             | Drehbuchautor                        |                                              |
| 2004–2011 | Entourage (Fernsehserie)     | Hauptautor, Idee, Executive Producer | gelegentliche Gastauftritte als Schauspieler |
| 2002–2004 | Life with Bonnie             | Staff Writer                         | Anzahl der geschriebenen Episoden unbekannt  |
| 1998      | Kissing A Fool               | Drehbuchautor                        |                                              |
| 1996      | Hip Hop Holiday (Phat Beach) | Drehbuchautor                        |                                              |
| 1993      | The Pitch                    | Autor                                | Douglas Ellin angerechnet                    |
| 1993      | The Waiter                   | Autor                                | Independentfilm                              |

### Producer
| Jahr      | Titel                    | Rolle              | Bemerkung   |
| --------- | ------------------------ | ------------------ | ----------- |
| 2004–2011 | Entourage (Fernsehserie) | Executive Producer | 83 Episoden |

### Schauspieler
| Jahr      | Titel                    | Rolle                   | Bemerkung                       |
| --------- | ------------------------ | ----------------------- | ------------------------------- |
| 2004–2005 | Entourage (Fernsehserie) | Doug/Audition Producer  | in vier Episoden Gastdarsteller |
| 1998      | Kissing A Fool           | Bartender/Springer Gast |                                 |
| 1993      | The Pitch                | Unbekannt               | Douglas Ellin angerechnet       |

### Regisseur
| Jahr | Titel            | Bemerkung                 |
| ---- | ---------------- | ------------------------- |
| 2015 | Entourage (Film) | auch als Produzent        |
| 1998 | Kissing A Fool   |                           |
| 1996 | Phat Beach       |                           |
| 1993 | The Pitch        | Douglas Ellin angerechnet |
| 1993 | The Waiter       | Independentfilm           |

## Preise und Auszeichnungen
Er wurde für vier Emmy Awards, vier Writers Guild of America Awards und vier Producers Guild of America Awards nominiert. Bisher konnte er jedoch nur einen Producers Guild of America Award gewinnen.